# Argyre Planitia
Argyre Planitia es una llanura localizada en la superficie de Marte, consistente en un gran cráter de impacto. Su nombre procede de un mapa producido por Giovanni Schiaparelli en 1877; y se refiere a Argyre, una mítica isla de plata en la mitología griega.

## Características

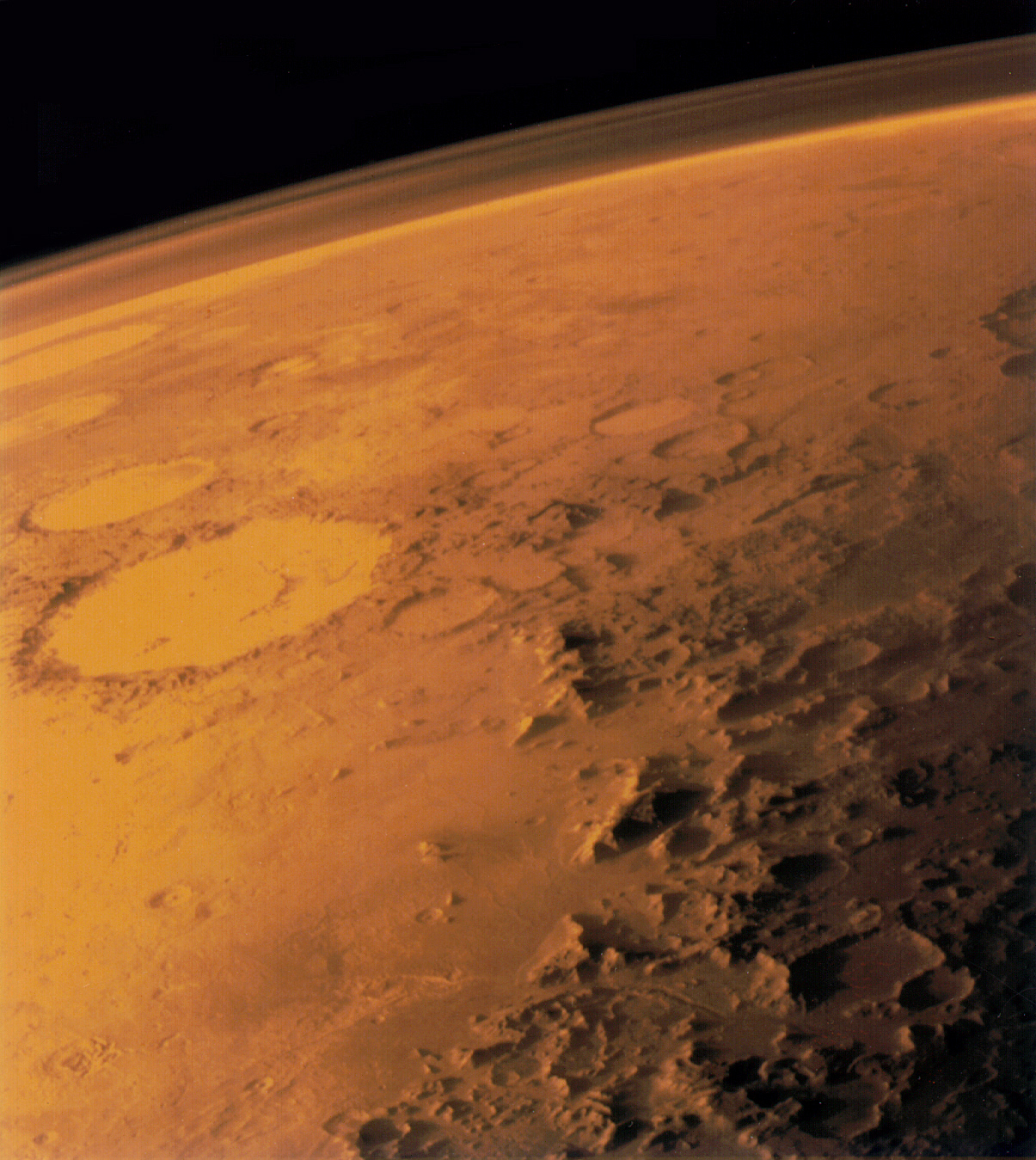
El borde sur de la cuenca de Argyre, formado por Charitum Montes. Adyacentes hay crestas sinuosas, teorizadas como eskers glaciares. El cráter Galle se ve al fondo.

Argyre se encuentra ubicada entre -35 y -61 grados de latitud sur y entre 27 y 62 grados de longitud oeste, centrado en las coordenadas 49,7 S, 316,0 E. El cráter mide aproximadamente 1800 km de diámetro, siendo por tanto el segundo cráter de impacto más grande de la superficie de Marte, después de Hellas Planitia.
El cráter se originó posiblemente por el impacto de un asteroide en el período del sistema solar conocido como Bombardeo intenso tardío, hace unos 3900 millones de años.
Argyre Planitia constituye los antípodas de Utopia Planitia.